# Procris rectangulare
Procris rectangulare är en nässelväxtart som först beskrevs av H. Winkl., och fick sitt nu gällande namn av R.J. Johns. Procris rectangulare ingår i släktet Procris och familjen nässelväxter. Inga underarter finns listade i Catalogue of Life.